# Tritoniopsis antholyza
Espèce
Tritoniopsis antholyza est une espèce de plantes à fleurs de la famille des Iridaceae. C'est un géophyte tubéreux qui pousse principalement dans le biome subtropical,
. Son nom commun en anglais est « Karkarbloom » ou « Karkar Reedpipe ».

## Répartition
Comme d’autres espèces du même genre, Tritoniopsis antholyza est endémique du sud-ouest de l’Afrique du Sud.

## Systématique
Le nom correct complet (avec auteur) de ce taxon est Tritoniopsis antholyza (Poir.) Goldblatt.
L'espèce a été initialement classée dans le genre Gladiolus sous le basionyme Gladiolus antholyza Poir..
Tritoniopsis antholyza a pour synonymes :
- Anapalina longituba Fourc.
- Anapalina nervosa (Thunb.) G.J.Lewis
- Antholyza nervosa Thunb.
- Antholyza spicata W.Brehmer
- Antholyza spicata W.Brehmer ex Klatt
- Antholyza watsoniana (Thunb.) Pax
- Gladiolus antholyza Poir.
- Gladiolus nervosus (Thunb.) Baker
- Tritoniopsis longituba (Fourc.) Goldblatt
- Tritoniopsis nervosa (Thunb.) Goldblatt